# Danny Wilson (Fußballspieler, 1991)
Daniel „Danny“ Wilson (* 27. Dezember 1991 in Livingston) ist ein schottischer Fußballspieler auf der Position eines Innenverteidigers. 

## Vereinskarriere

### Karrierebeginn in der Heimat
Wilson durchlief einige Jugendspielklassen bei den Glasgow Rangers und führte das U-19-Team des Vereins als Kapitän an. Im Oktober 2009 wurde Wilson erstmals im Profiteam eingesetzt. Dabei lief er beim Viertelfinalspiel im Scottish League Cup 2009/10 gegen Dundee United auf und spielte die volle Matchdauer bei einem Ergebnis von 3:1 für die Rangers durch. In den folgenden Tagen stand er auch als jüngster Champions-League-Debütant der Rangers in der Gruppenphase der UEFA Champions League in einer Begegnung gegen Unirea Urziceni sowie in einer Erstligapartie gegen den FC St. Mirren in der Startelf.
Bis zum Saisonende kam der junge Innenverteidiger schließlich in weiteren 13 Ligapartien zum Einsatz, in denen er unter anderem auch seinen ersten Profipflichtspieltreffer erzielte. Dieser gelang ihm am 27. März 2010 in einem Spiel gegen Heart of Midlothian, als er bereits in der fünften Spielminute zur 1:0-Führung seines Teams traf und so der Wegbereiter für den späteren 4:1-Erfolg seiner Mannschaft war. Bereits in der Woche zuvor gelang der erste Titelgewinn mit der Profimannschaft, als er mit dem Team im Finale des Scottish League Cups auf den FC St. Mirren traf. Im turbulent verlaufenden Spiel erhielt Wilson nach 71 absolvierten Minuten beim Stand von 0:0 wegen einer Notbremse die rote Karte und war damit bereits der zweite Spieler der Rangers, der an diesem Abend vom Platz geschickt wurde (Kevin Thomson, 53.). Dennoch gewann die Mannschaft durch einen Treffer von Kenny Miller den Wettbewerb zum 26. Mal. In der Meisterschaft beendeten die Rangers die Saison als souveräner Tabellenführer mit elf Punkten Vorsprung und gewannen so die 53. Meisterschaft der Vereinsgeschichte.

### Vom verheißungsvollen Talent zum Reservespieler
Nachdem er aufgrund seiner beeindruckenden Leistungen im Laufe der Saison von der schottischen Spielervereinigung, der Professional Footballers’ Association Scotland (PFA Scotland), als „Scottish PFA Young Player of the Year“ ausgezeichnet worden war und er daneben auch noch den Preis als „Scottish Football Writers' Association Young Player of the Year“ erhielt, wurde Wilson von einigen internationalen Topklubs umworben. Nach 25 Pflichtspielauftritten und einem Treffer für die Rangers verließ er schließlich im Sommer 2010 den Verein in Richtung England. Dabei unterzeichnete er am 21. Juli 2010 einen mit zwei Millionen Pfund datierten Dreijahresvertrag beim FC Liverpool, der potentiell und basierend auf den Einsätzen Wilsons auf fünf Millionen Pfund ansteigen konnte. Nach der Zahlung der vorläufigen Ablösesumme von zwei Millionen Pfund wurde Wilson vorerst nur ins Reserveteam mit Spielbetrieb in der Premier Reserve League abgegeben, in dem er von Saisonbeginn an regelmäßig zu seinen Einsätzen kam. Zum ersten Mal im Kader für ein Pflichtspiel der Profimannschaft stand Wilson Anfang August 2010 beim 2:0-Sieg von Liverpool über Rabotnički Skopje in der UEFA Europa League 2009/10; als Ersatzspieler blieb er ohne Einsatz. 
Sein Pflichtspieldebüt für den Klub aus Liverpool gab Wilson schließlich am 22. September 2010 bei einem 2:2-Remis gegen den Viertligisten Northampton Town im League Cup der Spielzeit 2010/11, das Northampton am Ende mit 4:2 im anschließenden Elfmeterschießen gewann. Nach weiteren Europa-League-Spielen als ungenützter Ersatzspieler kam Wilson am 2. Dezember 2010 zu seinem ersten Europa-League-Einsatz für den FC Liverpool beim 1:1-Remis gegen Steaua Bukarest über die volle Spieldauer.
In der Winterpause 2011 lieh der FC Liverpool Wilson bis Saisonende an den FC Blackpool aus. Am 22. November 2012 wurde Wilson für zwei Monate an Bristol City ausgeliehen. Nach einem Einsatz wurde er bis Saisonende an Heart of Midlothian weiterverliehen. Zur Saison 2013/14 wurde Wilson fest verpflichtet.
Im Juni 2015 unterschrieb Wilson einen Dreijahresvertrag bei den Glasgow Rangers. Im Januar 2018 wechselte Wilson in die Major League Soccer zu den Colorado Rapids.

## Nationalmannschaftskarriere

### U-17- und U-19-Nationalteam

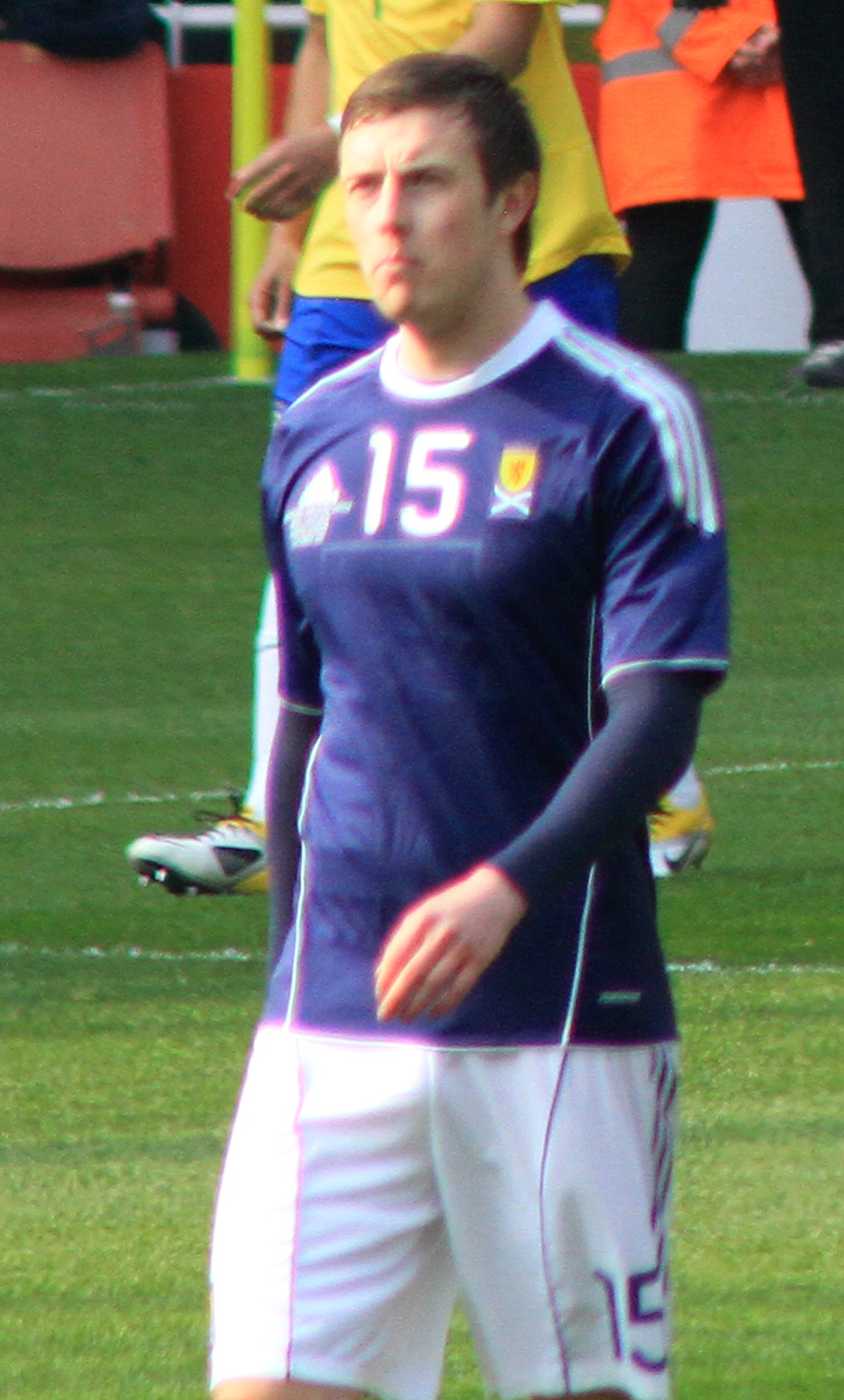
Danny Wilson im Jahr 2011 während eines Länderspiels gegen Brasilien

Erste Erfahrungen in einer schottischen Nationalauswahl sammelte Wilson in den U-15- und U-16-Teams und später im Jahre 2007, als er erstmals in den Kader der U-17-Nationalmannschaft berufen wurde. Sein Debüt für das U-17-Team gab er dabei am 28. August 2007 bei einer 1:3-Niederlage gegen die Alterskollegen aus Österreich, als er sein Team als Kapitän anführte und den einzigen Treffer Schottlands erzielte. Weitere drei Länderspieleinsätze folgten in einem Miniturnier im September 2007; danach endete Wilsons aktive Zeit im U-17-Nationalteam. Gleich im Folgejahr wurde er in den U-19-Nationalteamkader Schottlands beordert und gab am 20. Oktober 2008 im Qualifikationsspiel zur U-19-Fußball-Europameisterschaft 2009 gegen die Alterskollegen aus Aserbaidschan sein Mannschaftsdebüt. Sieben weitere torlose Einsätze, von denen er in drei Begegnungen als Kapitän wirkte, folgten bis Oktober 2009, als Wilson sein letztes U-19-Länderspiel für Schottland absolvierte. Am Ende scheiterte die Mannschaft in der Eliterunde und verpasste so die EM-Endrunde.

### Schneller Durchmarsch in U-21- und A-Nationalmannschaft
Im Sommer 2010 stand Wilson erstmals im Kader der U-21-Nationalmannschaft, für die er am 11. August 2010 bei einem 1:1-Remis gegen Schwedens U-21 debütierte. Bis Oktober 2010 folgten weitere vier Länderspieleinsätze, in denen er torlos blieb. Am 11. November 2010 wurde er in die schottische A-Nationalmannschaft berufen, wobei er für ein freundschaftliches Länderspiel gegen die Färöer von Craig Levein nominiert wurde. Im Spiel am 16. November 2010 kam er von Beginn an zum Einsatz und erzielte in der 24. Minute die 1:0-Führung seines Teams; das Spiel endete 3:0. Wilson wurde nach einer Stunde durch Garry Kenneth ersetzt.

## Erfolge
- 1× Schottischer Meister: 2009/10
- 1× Schottischer Ligapokalsieger: 2009/10
- 1× Scottish PFA Young Player of the Year: 2010
- 1× Scottish Football Writers' Association Young Player of the Year: 2010